# 영주 (가수)
영주(1995년 8월 12일 ~ )는 대한민국의 가수, 유튜버다. 2016년 싱글 《알아줘》로 데뷔했다.

## 방송
- 아이돌학교 (2017) - 25위
- WANNA B (2017) - 14위

## 음반
- 알아줘 (2016)
- Hi, Merry Christmas (2017)